# Passage Saint-Pierre-Amelot
Ne pas confondre avec l'ancien passage Saint-Pierre, qui a été remplacé par la rue Neuve-Saint-Pierre dans le 4e arrondissement de Paris.
Le passage Saint-Pierre-Amelot est une voie du 11e arrondissement de Paris, en France.

## Situation et accès
Le passage Saint-Pierre-Amelot est situé dans le 11e arrondissement de Paris. Il débute au 98 bis, rue Amelot et se termine au 54, boulevard Voltaire. On y trouve un garage Renault, des logements étudiants, des locaux et bureaux de la société Orange et des logements d'habitation. La vitesse y est limitée à 15 km/h, en raison notamment de trottoirs très étroits et du manque de visibilité. Comme autre particularité, on peut signaler que cette voie, côté rue Amelot, passe sous un immeuble.

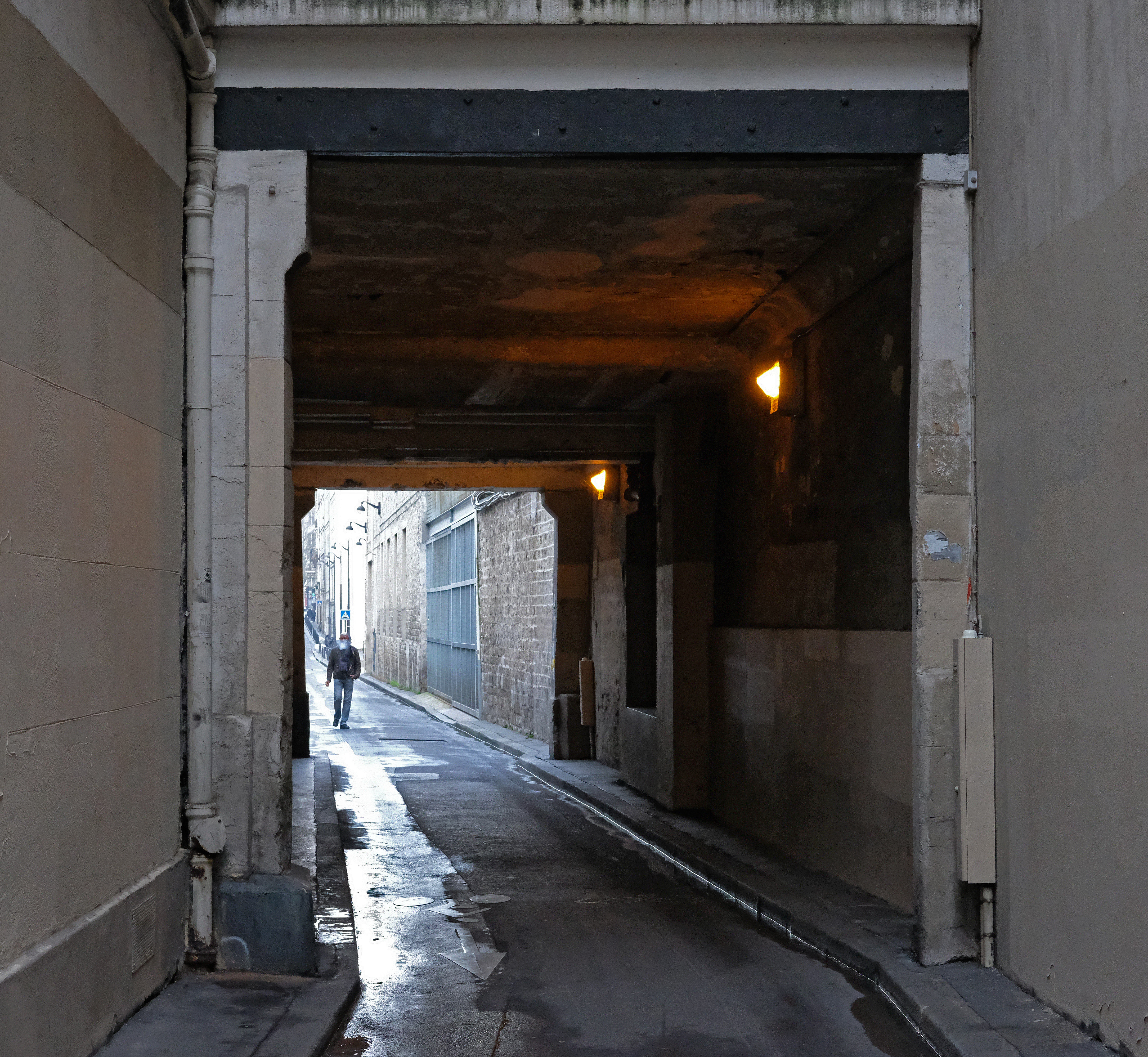
Cette voie passe sous un immeuble.

## Origine du nom
Elle porte ce nom en raison qu'elle débute dans la partie de la rue Amelot qui était autrefois appelée « rue Saint-Pierre-Popincourt ».

## Historique
Cette voie est ouverte au début du XIXe siècle sous le nom de « passage Saint-Pierre-Popincourt ». Il prend la dénomination de « passage Saint-Pierre-Amelot » en 1868 après la fusion sous le même nom des trois parties de la rue Amelot.
Au début du passage, proche du boulevard Voltaire, se trouve deux issues de secours de la salle de spectacle du Bataclan. Lors des attentats du 13 novembre 2015 en France, des spectateurs ont réussi à fuir dans le passage et vers le boulevard. Trois ans plus tard, un graffiti de Banksy est découvert sur la porte d'une issue de secours, La Jeune Fille triste.

## Bâtiments remarquables et lieux de mémoire
- no 13 : le magasin de costumes de Madame Rasimi, directrice du Bataclan de 1910 à 1927, et après 1929, de la société dénommé Les Costumes de Madame B. Rasimi jusqu'en 1953[1].

- Présence de nombreux exemples d'art urbain.